# Miguel de Miguel
Miguel de Miguel Carrasco (Nerja, Málaga, 17 de abril de 1975) es un músico y actor español. Una de sus interpretaciones más conocidas es la de Nicolás Parreño en La esclava blanca. Su familia es natural de Cuevas de San Marcos, Málaga.

## Biografía
Ha cursado estudios de Interpretación y es profesor titulado de piano por el Conservatorio Superior de Música de Málaga. 
Ha participado en numerosas series de televisión como Arrayán -de la que fue protagonista-, Hospital Central, Al salir de clase, Un paso adelante, Los Serrano, Paco y Veva, La sopa boba, Obsesión y A tortas con la vida. 
Protagonizó junto a Patricia Montero la serie Yo soy Bea, y en 2016 la serie colombiana La esclava blanca.
En 2011 salta al panorama internacional con la serie La reina del Sur producida por Telemundo. Ha sido coprotagonista de la telenovela de RCN ¿Quién mató a Patricia Soler? junto a Itatí Cantoral.
En cine ha actuado en los largometrajes San Vicente y ¡Ay amor, cómo dueles! y en los cortos El libro y Aparición divina. También ha intervenido en montajes teatrales como Las troyanas, La carroza de plomo candente, Romeo y Julieta y La tercera palabra.

## Filmografía

### Televisión
| Año         | Título                           | Personaje                 | Cadena               | Datos         |
| ----------- | -------------------------------- | ------------------------- | -------------------- | ------------- |
| 2000 - 2008 | Arrayán                          | Yeray                     | Canal Sur            | [ 1 ]         |
| 2000        | Brujeres                         | Álex                      | Canal RCN            | 9 episodios   |
| 2002        | Hospital Central                 | Paciente                  | Telecinco            | 1 episodio    |
| 2003        | Un paso adelante                 |                           | Antena 3             | 1 episodio    |
| 2004        | Paco y Veva                      |                           | La 1                 | 6 episodios   |
| 2004        | La sopa boba                     | Raúl                      | Antena 3             | 9 episodios   |
| 2004        | Los Serrano                      |                           | Telecinco            | 1 episodio    |
| 2005        | Obsesión                         | Javier González Salmerón  | La 1                 | 160 episodios |
| 2008 - 2009 | Yo soy Bea                       | César Villa               | Telecinco            | 159 episodios |
| 2010        | Las chicas de oro                | Andrés                    | La 1                 | 1 episodio    |
| 2010; 2020  | La que se avecina                | Adrián                    | Telecinco            | 7 episodios   |
| 2011        | La reina del Sur                 | Teo Aljarafe              | Antena 3 / Telemundo | 31 episodios  |
| 2011        | Homicidios                       | Carlos García-Aranda      | Telecinco            | 8 episodios   |
| 2012        | Bazurto                          | Vicente Domínguez de Alba | Caracol TV           | 10 episodios  |
| 2013        | Familia: Manual de supervivencia | Pedro                     | Telecinco            | 7 episodios   |
| 2015        | La esquina del diablo            | Eder Martín               | UniMás               | 70 episodios  |
| 2015        | ¿Quién mató a Patricia Soler?    | Sebastián Sinisterra      | MundoFox             | 97 episodios  |
| 2016        | La esclava blanca                | Nicolás Parreño           | Caracol TV           | 62 episodios  |
| 2017        | Apaches                          | Marido de Teresa          | Antena 3             | 5 episodios   |
| 2017 - 2018 | Sangre de mi tierra              | Francisco "Paco" Montiel  | Telemundo            | 58 episodios  |
| 2019        | La reina del Sur 2               | Teo Aljarafe              | Telemundo            | 5 episodios   |
| 2019        | Secretos de Estado               | Alex Torres               | Telecinco            | 6 episodios   |
| 2019        | El pueblo                        | Tomás                     | Telecinco            | 1 episodio    |
| 2021        | Malverde: el santo patrón        | Lisandro Luna             | Telemundo            |               |

## Programas
- El desafío bajo cero (2006) Telecinco (Concursante).[5]
- ¿Cantas o qué? (2006) Antena 3 (Concursante).
- Mira quien baila sobre hielo (2005-2006) La 1 (Concursante).

## Cine

#### Largometrajes
- San Vicente
- ¡Ay amor, cómo dueles!

#### Cortometrajes
- El libro
- Aparición divina

## Teatro
- Las troyanas
- La carroza de plomo candente
- Romeo y Julieta
- La tercera palabra

## Premios y reconocimientos

### Premios Tu Mundo
| Año  | Categoría     | Telenovela        | Resultado |
| ---- | ------------- | ----------------- | --------- |
| 2016 | Mejor villano | La esclava blanca | Nominado  |

### Premios TVyNovelas (Colombia)
| Año  | Categoría                               | Telenovela        | Resultado |
| ---- | --------------------------------------- | ----------------- | --------- |
| 2017 | Mejor actor de antagónico de telenovela | La esclava blanca | Nominado  |

### Premios Talento Caracol
| Año  | Categoría                | Telenovela | Resultado |
| ---- | ------------------------ | ---------- | --------- |
| 2014 | Mejor actor protagonista | Bazurto    | Nominado  |